# Notemigonus crysoleucas
Notemigonus crysoleucas is een straalvinnige vis uit de familie van karpers (Cyprinidae) en behoort derhalve tot de orde van karperachtigen (Cypriniformes). De vis kan een lengte bereiken van 30 cm. De hoogst geregistreerde leeftijd is 5 jaar.

## Leefomgeving
Notemigonus crysoleucas is een zoetwatervis. De vis prefereert een gematigd klimaat. Het verspreidingsgebied beperkt zich tot Noord-Amerika. De diepteverspreiding is 0 tot 10 m onder het wateroppervlak.

## Relatie tot de mens
Notemigonus crysoleucas is voor de visserij van beperkt commercieel belang. In de hengelsport wordt er weinig op de vis gejaagd. De soort kan worden bezichtigd in sommige openbare aquaria.